# Passo del Carmine
Il passo del Carmine è un valico dell'Appennino Ligure situato nel comune di Colli Verdi in provincia di Pavia, si trova a circa 600 m s.l.m. nell'Oltrepò pavese. Rappresenta un importante crocevia, essendo all'inizio di alcune valli.

## Descrizione
Al valico fanno capo:
- La valle Scuropasso, che al passo termina o, per essere più precisi, la valle termina a Pometo (frazione di Ruino). La sua infrastruttura, la SP198 "dello Scuropasso", si immette sulla SP201, proveniente da Canevino, che scende sulla strada statale 412 della Val Tidone, in corrispondenza circa con la diga del Molato, posta a valle.
- La valle del Ghiaie di Montalto, o Ghiaie di Coppa, o Ghiaia dei risi, termina al passo[1], sotto il quale è posta la sorgente dell'omonio torrente. L'infrastruttura di questa valle è la SP203, che al passo si immette sulla SP201.
- La val Tidone, passa dietro il valico del Carmine.
- La val Coppa, o meglio la sua infrastruttura, difatti il torrente Coppa sorge nei pressi di Fortunago (PV). Questa infrastruttura termina alla frazione Bivio Carmine (frazione di Ruino), subito dopo il passo omonimo, dove la strada si immette sulla SP201.

Il passo del Carmine rappresenta inoltre un altro importante confine, tra l'oltrepò montano, e quello vitivinicolo, il primo situato a sud del valico e il secondo a nord.
Dal passo, inoltre, si può scendere direttamente nella val Tidone, in esatta corrispondenza con la Diga del Molato che forma il lago di Trebecco.